# Corona de Tucson
Predefinição:Info/Localidade dos Estados Unidosnome = Corona de Tucson
Corona de Tucson é uma Região censo-designada localizada no estado americano do Arizona, no Condado de Pima.

## Demografia
Segundo o censo americano de 2000, a sua população era de 813 habitantes.

## Geografia
De acordo com o United States Census Bureau tem uma área de 6,6 km², dos quais 6,6 km² cobertos por terra e 0,0 km² cobertos por água.

## Localidades na vizinhança
O diagrama seguinte representa as localidades num raio de 24 km ao redor de Corona de Tucson.